# Gråsiska

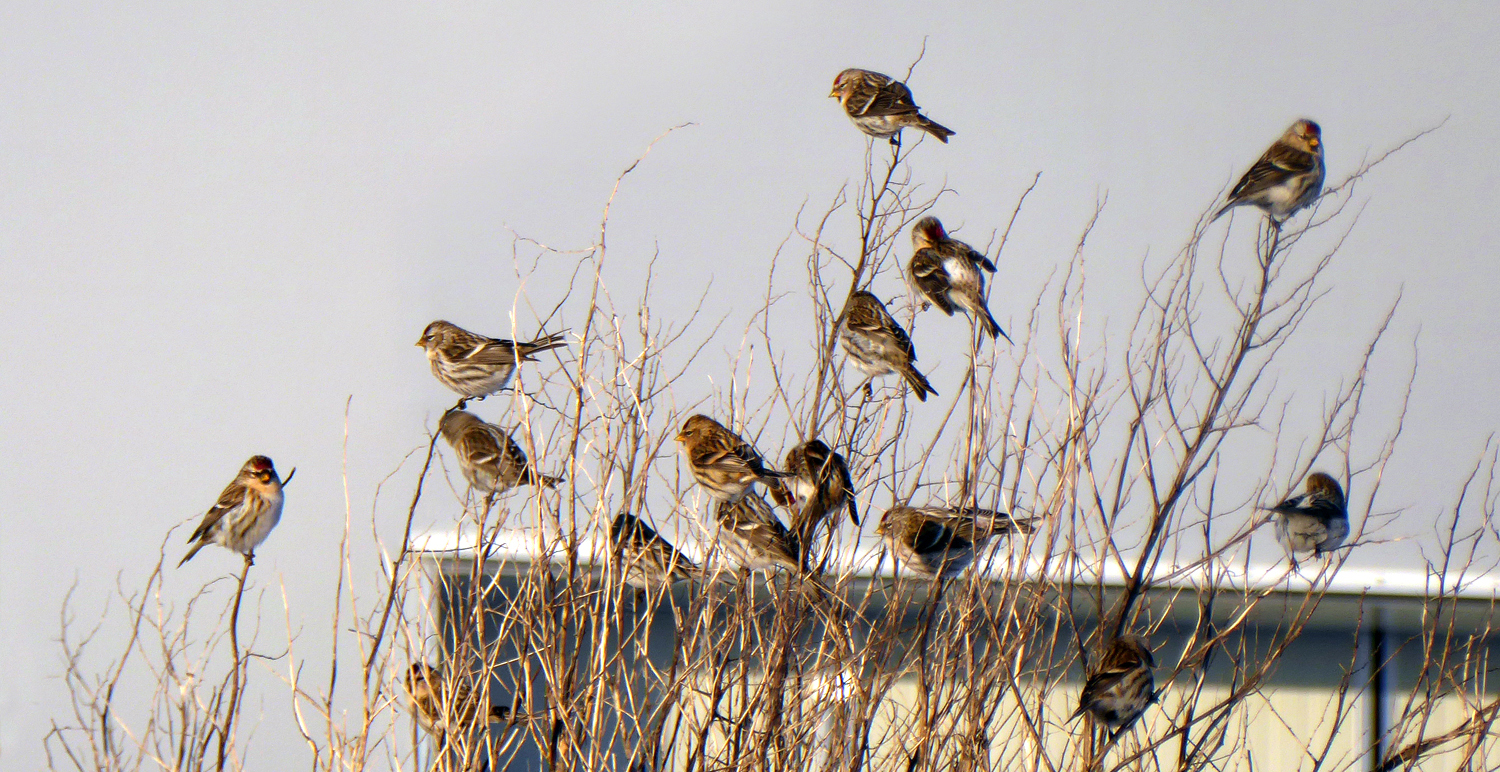
Gråsiskan är en typisk flockfågel.

Gråsiska (Acanthis flammea) är en siska som tillhör familjen finkar. Den häckar cirkumpolärt på norra halvklotet i tempererat och subarktiskt klimat. Den globala populationen uppvisar tydliga men klinala morfologiska skillnader vilket skapat stora diskussioner vilka populationer som ska ingå i artkomplexet. Sentida studier indikerar att snösiska, som tidigare ofta haft artstatus istället – tillsammans med bland annat brunsiska – bör behandlas som del av gråsiskan, vilket bland annat Birdlife Sverige gör. Denna linje följs här.

## Utbredning och systematik
Gråsiskan häckar cirkumpolärt på norra halvklotet i tempererat och subarktiskt klimat. Den delas in i fem till sex underarter med följande utbredning:
- Vanlig gråsiska[3] (Acanthis flammea flammea) – norra Europa, Sibirien, Alaska och Kanada; den eurasiska populationen flyttar söderut om vintern och vissa övervintrar i Kina, Nord- och Sydkorea och Japan medan den nordamerikanska övervintrar i Kanada och norra USA.
- Grönlandsgråsiska[3] (Acanthis flammea rostrata) – häckar på Baffinön och södra Grönland
- Brunsiska[3] (Acanthis flammea cabaret) – häckar i Storbritannien, på Irland, i södra Norge, södra Sverige och Danmark, söderut till norra Frankrike och Alperna; har också introducerats till Nya Zeeland från England
- Vanlig snösiska[3] (Acanthis flammea exilipes) – häckar i Nordamerika samt Eurasien; övervintrar ofta långt norrut men flyttar ibland en bit söderut
- Större snösiska[3] (Acanthis flammea hornemanni) – häckar cirkumpolärt i områden mycket långt norrut, på Grönland samt angränsande delar i Kanada

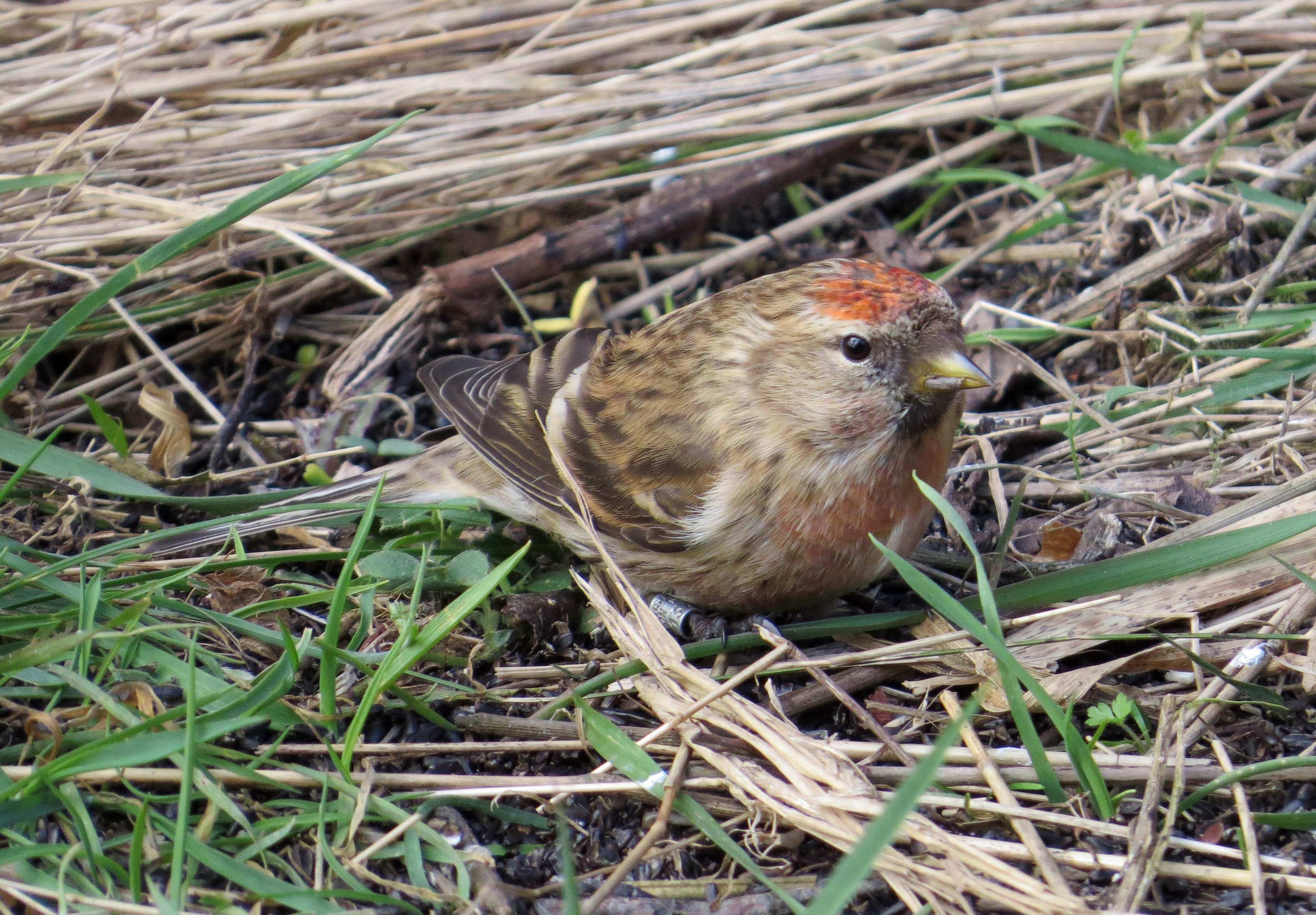
Brunsiska (underarten cabaret).

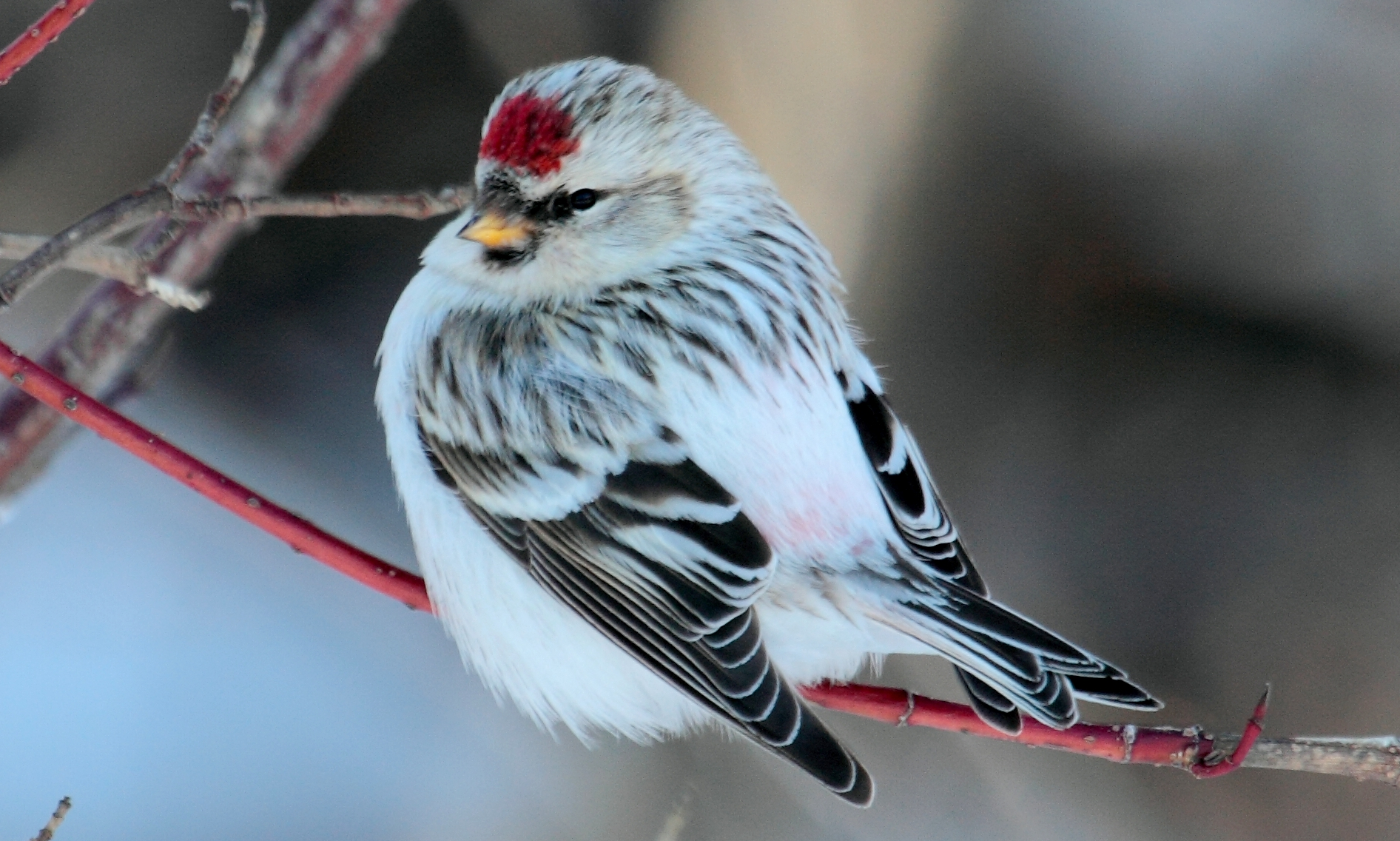
En snösiska.

Gråsiskekomplexet är mycket omdiskuterat och olika auktoriteter och nationella taxonomiska kommittéer har behandlat gruppen olika genom. Traditionellt har ofta snösiska (underarterna exilipes och hornemanni) behandlats som en egen art, ofta även brunsiska (cabaret). Mycket forskning indikerar dock att dessa båda taxa bättre beskrivs som en art eftersom det saknas tydliga genetiska, morfologiska och beteendemässiga skillnader.
Vad som dock skiljer dessa båda taxa och även andra populationer inom detta komplex är biogeografin. Brunsiska och nominatformen häckar sympatriskt i södra Norge utan större tecken på hybridisering.. Vissa auktoriteter kategoriserar även grönlandssiska som den goda arten Acanthis rostrata. Tidigare fanns det åsikter om att dela upp Storbritanniens gråsiskor i de två underarterna britannica och disruptis, men idag kategoriseras de som synonyma med brunsiska.
Ornitologen Christian Ludwig Brehm gav 1831 namnet holboellii till vad han ansåg vara en långnäbbad form av gråsiska. Dessa fåglar återfinns mest i de allra nordligaste delarna av Palearktis och Nearktis och framförallt i nordöstra Sibirien. Vissa har menat att detta inte bara är en underart utan till och med en egen art. Än idag har man inte kunnat fastställa var denna form hör hemma rent geografiskt och idag menar de flesta att det rör sig om en varietet och en normal variation inom A. f. flammea. 

### Gråsiskan i Sverige

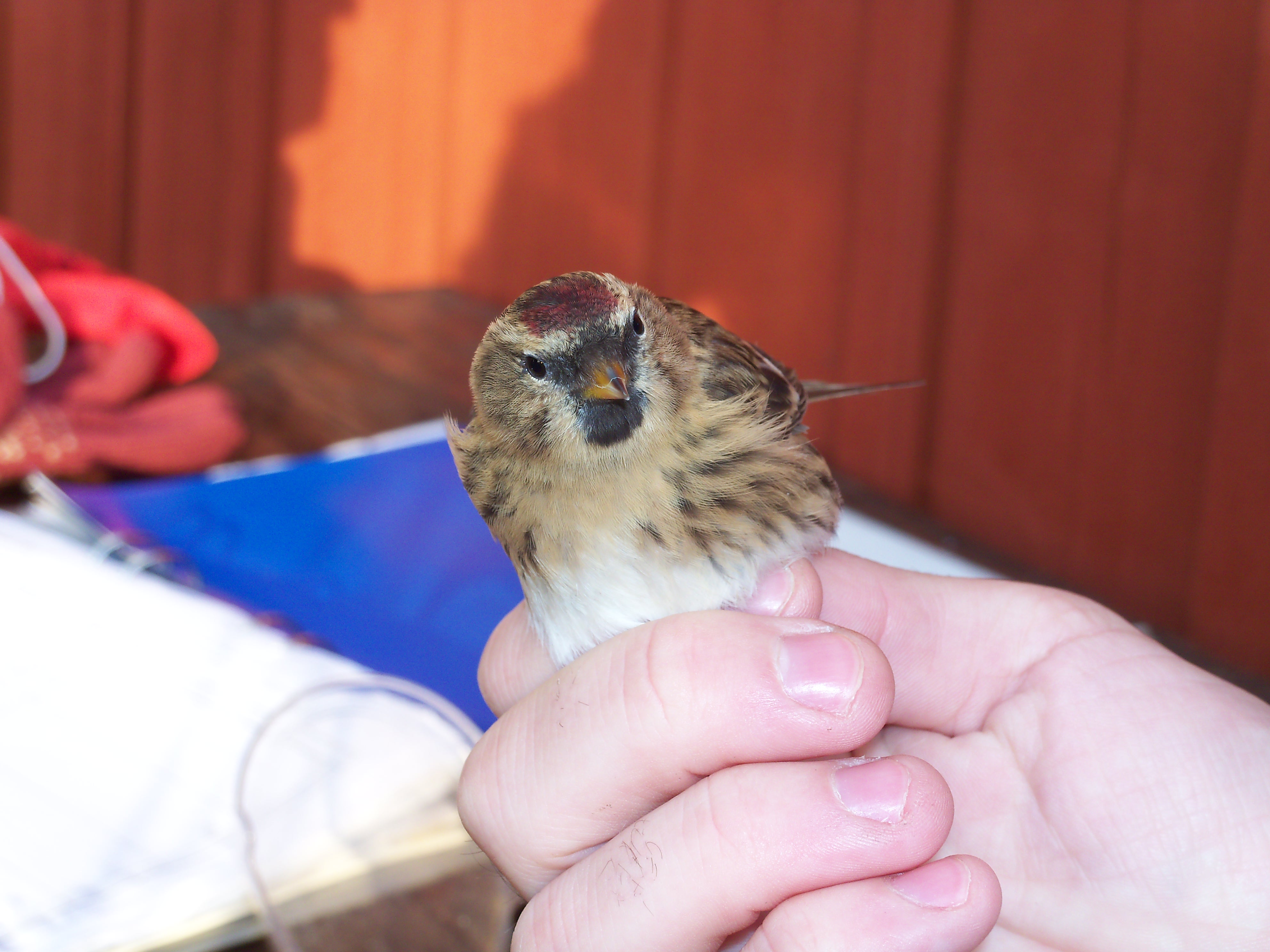
En gråsiska (troligtvis brunsiska) ringmärkt på Landsorts fågelstation. Med 239 114 ringmärkta individer i Sverige under åren 1911-2008 är gråsiskan en tämligen vanlig art inom svensk ringmärkning.

I Sverige häckar tre populationer av gråsiska. Brunsiska (A. f. cabaret) häckar i Sverige sedan 1970-talet i Skåne och på västkusten, och nominatformen A. f. flammea i norra Sverige. Dock häckar gråsiskan inte i stora delar av Mellansverige och inte utmed ostkusten. Brunsiskan återfinns sällsynt i hela Sydsverige upp till södra delarna av Norrland. På vintern flyttar båda populationerna, ibland i stora skaror, söderut, en del ända till Tyskland och Frankrike, medan andra stannar kvar i Sverige. Om vintern återfinns den i Sverige från Haparanda och söderut. Utöver detta häckar även snösiska (vanlig snösiska, A. f. hornemanni) i allra nordligaste av den svenska fjällkedjan.
Tre fynd av grönlandsgråsiska (A. f. rostrata) har godkänts i Sverige, alla tre ringmärkta fåglar i Södermanland: 23-27/3 2005 på Landsort, senare funnen död, 30/12 2006 också på Landsort och 29/12 2017 vid Uringe gammelgång.

### Släktestillhörighet
Tidigare kategoriserades gråsiskekomplexet som en del av ett brett släkte Carduelis, tillsammans med exempelvis grönsiska, hämpling, grönfink och steglits. Genetiska studier visar dock att dessa inte är varandras närmaste släktingar. Gråsiskan har därför lyfts ut till det egna släktet Acanthis. Systergrupp till gråsiskan är oväntat korsnäbbarna i Loxia.

## Utseende
Gråsiskan är i storlek och form som en hämpling men med en mer kluven stjärt. De övre kroppsdelarna är grå- till vitaktiga med mörkare fläckar. Hjässa och panna är röda i olika stor utsträckning, hakan svart och vingarna har ljusa fjäderkanter. Den adulta hanens bröst är om våren rosenrött men om vintern kan den vara helt vit på bröstet eller med mycket lite rödrosa ton på bröstet. Honans bröst är gulgrått. Fågeln har en kort, triangelformad gul näbb, svart fjäderparti runt näbbroten och ett mycket tunt svart tygelstreck. Kroppslängden är ungefär 11,5–14 cm har ett vingspann på 20–25 cm och väger ungefär 14 gram.
I flykten ser man dess båda vita vingband på övrigt mörka vingovansidor i kontrast till de ljusa vingundersidorna. Den ljusa kroppsundersidan och undergumpen kontrasterar framtill med det mörka ansiktet och baktill mot den mörka stjärtovansidan.

### Dräktskillnader mellan underarterna

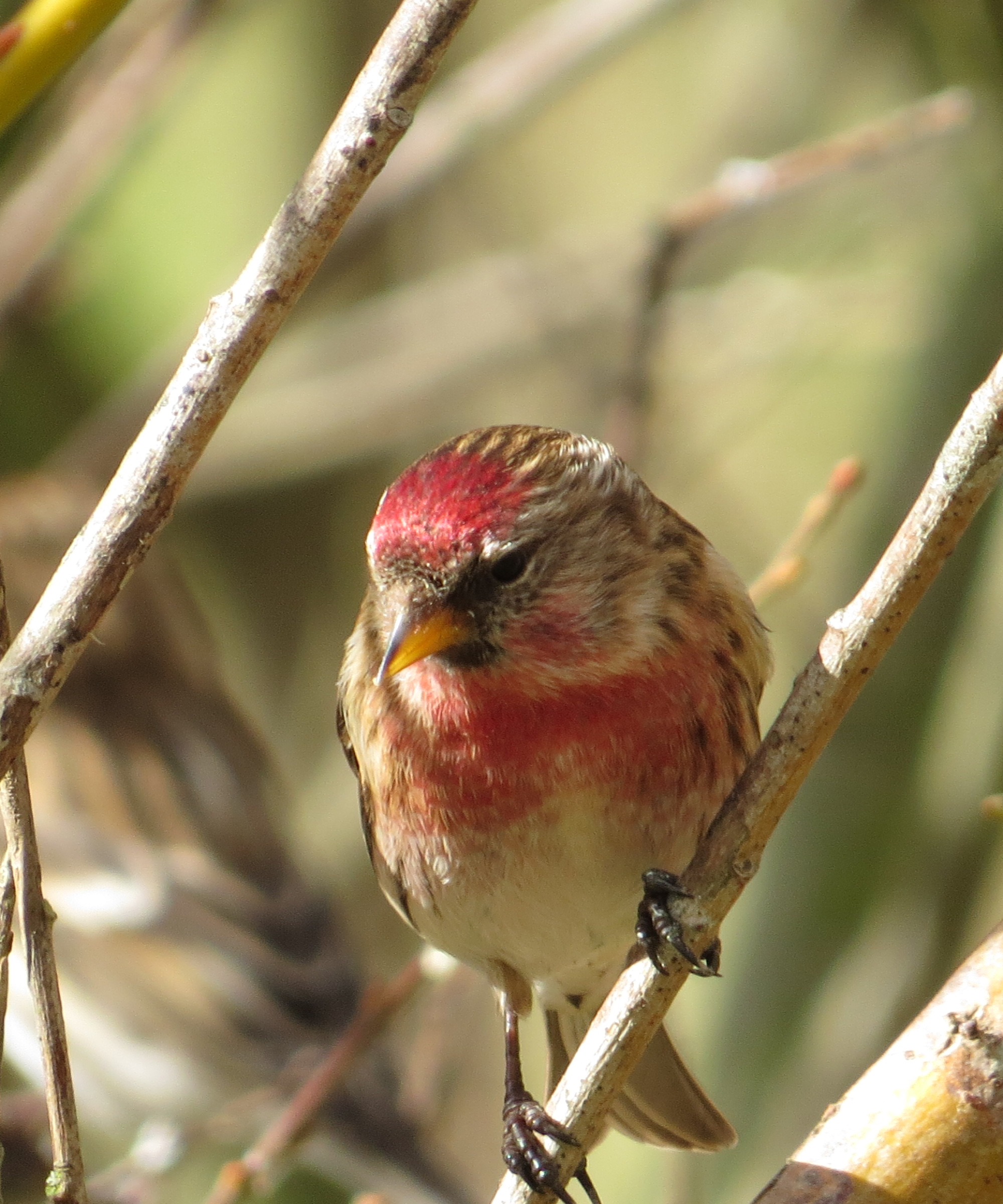
Underarten brunsiska (cabaret). Notera den genomgående gulbruna tonen.

Att särskilja underarterna åt är ofta mycket svårt eftersom variationerna inom underarterna kan vara stora och många av skillnaderna är klinala. I många fall går det inte att med säkerhet fastställa vilken underart det rör sig om.
- Snösiska (vanlig snösiska, A. f. hornemanni) har generellt en ljusare grundton i fjäderdräkten än övriga underarter, mindre kraftigt streckad kroppssida, tunnare, kortare och mer triangelformad näbb och nominatformen av gråsiska uppvisar alltid ett mörkt fjädercentrum på undersidan av stjärten vilket snösiskan ofta inte har.
- Grönlandsgråsiska (A. f. rostrata) är den största underarten och den med kraftigast näbb. Den har en något brunare grundton, speciellt på huvudet, än nominatformen och är mer intensivt svart kring näbbroten och ned på hakan. Det rödrosa partiet är heller inte lika utbrett på bröstet som på nominatformen
- Brunsiska (A. f. cabaret) är den minsta av gråsiskans underarter och känns igen på sin kanelbruna till gulbruna grundton. Det förekommer större och ljusare individer av brunsiska som kan vara svårbestämda men i normalfall är det inte så svårt att skilja brunsiskan från nominatformen.

## Ekologi
| Ägg av A. f. flammea till vänster och av A. f. cabaret till höger. |  | Ägg av A. f. flammea till vänster och av A. f. cabaret till höger. |
| Ägg av A. f. flammea till vänster och av A. f. cabaret till höger. |  |                                                                    |

Boet byggs ganska nära marken av honan, som sedan lägger 4-6 blåaktiga ägg med rödbruna fläckar. Honan ensam ruvar äggen i cirka 10–12 dagar. Under denna tid lämnar honan knappast boet, och matas av hannen. Efter att äggen kläckts blir ungarna flygfärdiga på cirka 12–13 dagar. Gråsiskan häckar gärna i glesa kolonier.
Gråsiskan har stor förmåga att klänga, till exempel i trädgrenar. Under vintern lever den framför allt av björkfrön. Dessutom äter gråsiskan ogräsfrön och insekter. Ungarna matas troligen med insekter. Vintertid bildar den kringströvande flockar, gärna tillsammans med grönsiskor.

## Gråsiskan och människan

### Status och hot
Gråsiskan har ett mycket stort globalt utbredningsområde och en stor globala populationen, vars storlek dock inte har uppskattats. Trots att den globala trenden för arten är negativ bedömer inte internationella naturvårdsunionen IUCN att gråsiskan är hotad utan kategorisera den som livskraftig (LC).

### Namn
På Gotland har den kallats erits.